# La battaglia di Maratona
La battaglia di Maratona (bra: O Gigante de Maratona; prt: O Gigante da Maratona) é um filme franco-italiano de 1959, dos gêneros drama, aventura, guerra e ficção histórica, dirigida por Jacques Tourneur.

## Sinopse
O campeão olímpico e comandante da Guarda Sagrada, Filípides, defende Atenas contra a invasão dos persas (Primeira Guerra Médica) e consegue derrotá-los na Planície de Maratona, apesar da traição de Teócrates e Creusis, membros do Conselho Ateniense, que ambicionam tomar o poder e, aliados ao exilado Hípias, planejam render a cidade diante do rei persa Dario 1.º.

## Elenco
- Steve Reeves (Filípides)
- Mylene Demongeot (Andrômeda)
- Sergio Fantoni (Teócrates)
- Daniela Rocca (Karis)
- Alberto Lupo (Milcíades)
- Daniele Varga (Dario 1.º)
- Ivo Garrani (Creusis)